# Casper Ulrich Mortensen
Casper Ulrich Mortensen (* 14. Dezember 1989 in Kopenhagen) ist ein dänischer Handballspieler.

## Karriere

### Im Verein
Mortensen begann das Handballspielen im Alter von sechs Jahren bei Frederiksberg IF (kurz FIF). Als der Däne 16 Jahre alt war, gehörte er dem Kader der Herrenmannschaft von FCK Håndbold an. Um mehr Spielanteile zu erhalten, schloss sich der Außenspieler zur Saison 2007/08 dem Zweitligisten Ajax Heroes an. Im Sommer 2009 wechselte er zum Erstligisten Fredericia HK. Nachdem Mortensen in der Saison 2010/11 trotz 98 Toren den Abstieg von Fredericia nicht verhindern konnte, nahm ihm der dänische Erstligist Viborg HK unter Vertrag.
Mortensen entwickelte sich in Viborg schnell zum Leistungsträger und belegte am Ende der regulären Saison 2011/12 mit 144 Treffern den zweiten Platz in der Torschützenliste. Am Saisonende verletzte sich Mortensen am Meniskus, wodurch er nicht an den Play-offs teilnehmen konnte. Anschließend schloss er sich dem Ligakonkurrenten Bjerringbro-Silkeborg an. In seiner ersten Saison bei Bjerringbro-Silkeborg lief er in der EHF Champions League auf. Im September 2014 unterschrieb Mortensen einen Vertrag bei SønderjyskE. Im Juni 2015 unterzeichnete Mortensen einen Dreijahresvertrag beim HSV Hamburg, für den er in der Saison 2015/16 bis zur Insolvenz und dem Rückzug vom Spielbetrieb aus der Bundesliga spielte. Danach wechselte Mortensen im Februar 2016 zur TSV Hannover-Burgdorf. 2018 erreichte er mit der TSV das Finale im DHB-Pokal, das aber mit 26:30 gegen die Rhein-Neckar-Löwen verloren ging. Mit 230 Toren wurde er Torschützenkönig in der Handball-Bundesliga. Ab der Saison 2018/19 stand er beim spanischen Verein FC Barcelona unter Vertrag. Mit Barcelona gewann er 2019, 2020 und 2021 die spanische Meisterschaft, 2019, 2020 und 2021 die Copa del Rey de Balonmano sowie 2021 die EHF Champions League. Überschattet wurde seine Zeit in Spanien jedoch durch zwei schwere Meniskusverletzungen, die ihn von Januar 2019 bis Januar 2020 sowie November 2020 bis April 2021 vom Handballspielen fernhielten.
Zur Bundesligasaison 2021/2022 kehrte Mortensen wieder zum Handball Sport Verein Hamburg zurück. In der Saison 2022/23 wurde er mit 234 Toren in 32 Spielen zum zweiten Mal Torschützenkönig.

### In der Nationalmannschaft
Casper Ulrich Mortensen lief anfangs für die dänische Jugend- und Junioren-Nationalmannschaft auf. Ab 2010 gehörte er dem Kader der A-Nationalmannschaft an. Mit der dänischen Auswahl gewann er 2013 die Silbermedaille bei der Weltmeisterschaft. Bei der Europameisterschaft 2014 im eigenen Land wurde er Vize-Europameister. Bei den Olympischen Spielen 2016 in Rio de Janeiro gewann er die Goldmedaille. Bei der Weltmeisterschaft 2019 wurde er Weltmeister. Er verletzte sich im Laufe des Turniers am Meniskus, sein Einsatz im Endspiel verschlimmerte die Verletzung.

## Bundesligabilanz
| Saison    | Verein                | Spielklasse | Spiele | Tore | 7-Meter | Feldtore |
| --------- | --------------------- | ----------- | ------ | ---- | ------- | -------- |
| 2015/16   | TSV Hannover-Burgdorf | Bundesliga  | 13     | 46   | 11      | 35       |
| 2016/17   | TSV Hannover-Burgdorf | Bundesliga  | 27     | 78   | 29      | 49       |
| 2017/18   | TSV Hannover-Burgdorf | Bundesliga  | 34     | 230  | 98      | 132      |
| 2021/22   | HSV Hamburg           | Bundesliga  | 34     | 206  | 93      | 113      |
| 2022/23   | HSV Hamburg           | Bundesliga  | 32     | 234  | 72      | 162      |
| 2015–2023 | gesamt                | Bundesliga  | 139    | 794  | 303     | 491      |

## Privates
Casper Ulrich Mortensen ist mit der dänischen Journalistin Stine Bjerre Jørgensen liiert.